# Gnomon (géométrie)
Pour les articles homonymes, voir Gnomon (homonymie).
En géométrie, un gnomon (du grec ancien γνώμων), est une figure plane formée en enlevant un parallélogramme d'un coin d'un plus grand parallélogramme. Lorsque le parallélogramme est un rectangle, le gnomon est alors une sorte d'équerre. La notion se généralise à toute figure géométrique qui doit être ajoutée à une figure donnée, pour que la nouvelle figure soit semblable à la première.

## Histoire
Le gnomon sert aux pythagoriciens d'équerre arithmétique. « Le gnomon est la figure coudée à angles droits qui reste quand on détache d'un carré un carré plus petit. Si l'on considère une série de points rangés en carré, et si l'on détache d'abord un point 0 en le séparant du reste par la ligne coudée AB, puis trois points par la ligne CD, puis cinq points par la ligne EF, on obtient une série de gnomons impairs qui s'entourent successivement, depuis le premier impair qui est l'unité : il est évident que l'addition de ces gnomons produit une figure qui, tout en grandissant constamment, reste toujours la même comme figure, à savoir un carré… »,,
Attention : Euclide, par la deuxième définition du livre II de ses Eléments ne parle pas de carrés mais de parallélogrammes. Limiter le gnomon à une figure "coudée à angle droit" est faux.

## Utilisations

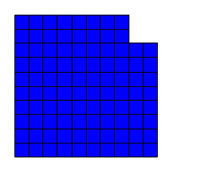
Résolution d'une équation de degré 2 à l'aide d'un gnomon.
Ce gnomon illustre l'équation x + 2(2x) = 96 : en ajoutant un carré de côté 2, on obtient un carré de côté 10, ce qui permet de justifier l'existence de la solution positive x = 8.

La figure de droite est un exemple de gnomon, utilisé en géométrie, pour résoudre une équation du second degré. Un gnomon permet aussi d'établir des démonstrations géométriques des identités remarquables du second degré, ou encore de calculer la somme des n premiers nombres entiers ou des n premiers carrés.
Dans le cadre de l'étude des nombres figurés, le gnomon est une disposition de points dans un plan, représentant un nombre, et formant un modèle qui permet d'obtenir, par juxtaposition à la figure correspondant à un nombre figuré de la suite, la figure du nombre de rang suivant.